# 宇老深山鍬形蟲
宇老深山鍬形蟲（學名:Lucanus yulaoensis）為鍬形蟲科深山鍬形蟲屬下的一個物種。
本種棲息於台灣中海拔的原始森林，目前沒有觀察到趨光性行為，也是台灣少數會在白天有飛行活動行為的鍬形蟲之一。
台灣特有種鍬形蟲，模式產地為新竹縣山區，本種是於2021年所發表命名的新種昆蟲。
本種鍬形蟲近似於黃腳深山鍬形蟲（Lucanus miwai Kurosawa, 1966），以往誤認為是黃腳深山。但後來基於外部形態特徵、外生殖器差異及分子證據報告，兩物種互相比較結果顯示，宇老深山鍬形蟲明顯是一個截然不同的物種，故將此種發表為深山鍬形蟲屬的新種。
種名「yulaoensis」為本種鍬形蟲的模式標本發現地，出自於台灣原住民泰雅族中特殊的用語，意思即為鞍部，也就是兩山的交會處。

### 書目
- 張永仁. . 臺灣: 遠流. 2006-06-01 [2006]. ISBN 957-325-783-1 （中文）.（繁體中文）
- 李惠永. . 臺灣: 親親文化. 2004. ISBN 978-986-798-897-3 （中文）.